# 原研哉
原 研哉（はら けんや、1958年 - ）は、岡山県岡山市出身のグラフィックデザイナー。
武蔵野美術大学造形学部基礎デザイン学科教授、株式会社日本デザインセンター代表取締役。日本グラフィックデザイナー協会副会長を務める。広告のほか、アートディレクション、企画、運営も担当。日本的な感性で、余白を生かしたデザインが特徴。
人間の感覚の探究、新素材の魅力の発見など、多彩な発想で活躍。日本人の美意識にもこだわる。現代をデザインの観点から評する著作も多い。

## 来歴
岡山市立弘西小学校、同市立旭中学校、岡山県立岡山操山高等学校を卒業。高校の同級生に、作家の原田宗典、政治学者の山口二郎、元参議院議員の姫井由美子。
1983年武蔵野美術大学大学院修了。同年日本デザインセンター入社。広告その他で活躍。幅広い領域のデザインプロジェクトを展開。
2001年より無印良品のボードメンバー。2014年8月、日本デザインセンターの代表取締役社長に就任する。
著作に『デザインのデザイン』（2003年）、『白』（2008年）など。

## 主な仕事
1998年、長野冬季オリンピックの開会式・閉会式プログラムを手がける。同年山口県の梅田病院などのデザイン計画に関わる。2000年、RE DESIGN展で世界インダストリアルデザインビエンナーレ大賞を受賞。以降、世界各国を巡回。
2001年、松屋銀座のリニューアル計画、深澤直人と共に無印良品のボードメンバーに参加。2004年、HAPTIC展、FILING展開催。またこの年より教鞭をとる武蔵野美術大学の卒業年次の学生と共にEx-formationという共同研究を開始する。2005年の愛知万博のプロモーションを担当。2007年SENSEWARE展開催。ほかに商品のデザイン、世界各地で企画展示・個展などを多数開催。
2015年7月、2020年夏季オリンピック東京大会の公式エンブレム入選3作品まで残った。2015年11月、次点作となった自身の作品と展開例を公開し、花火になるエンブレムなどの13のコンセプトを説明。　
広報文化施設ジャパン・ハウス総合プロデューサー。
2021年3月、Xiaomiの新しいロゴをデザイン。

xiaomi logo (2021)-
ラメ曲線を用いている

## 主な受賞歴
- 第13回原弘賞
- 日本文化デザイン賞（1996年）[10]
- 第27回講談社出版文化賞（1996年）
- 第17回世界インダストリアルデザインビエンナーレ (Biennale of Design) 大賞（インダストリアル・グラフィック両部門）受賞（2000年）
- 毎日デザイン賞（2000年）
- 第3回亀倉雄策賞（2001年）[11]
- ニューヨークADC賞 (Art Directors Club of New York) （2003年）
- 東京ADC賞グランプリ（2003年）
- サントリー学芸賞芸術部門受賞『デザインのデザイン』（2004年）[12]
- 第42回SDA賞 サインデザイン大賞・経済産業大臣賞（2008年）[13]
- 第4回全広連日本宣伝賞山名賞（2016年）[3]
- 第71回全国カレンダー展 日本印刷産業連合会会長賞、第一部門金賞（2020年）
- Jan Lenica Award (National Museum, Poznań) （2020年）[3]
- 紫綬褒章（2024年）[14][15]

## 著作・作品集
- 『ポスターを盗んでください』（新潮社、1995）
- 『マカロニの穴のなぞ』（朝日新聞社、2001）（のちに文庫 『デザインのめざめ』(河出書房新社、2014)）
- 『原研哉』（ギンザ・グラフィック・ギャラリー〈ggg Books〉、2002）
- 『デザインのデザイン』（岩波書店、2003）
- 『FILING─混沌のマネージメント』（宣伝会議、2005）
- 『TOKYO FIBER'07 SENSEWARE』（朝日新聞社、2007）
- 『デザインのデザイン Special Edition』（岩波書店、2007）
- 『白』（中央公論新社、2008）
- 『ポスターを盗んでください+3』（平凡社、2009）
- 『日本のデザイン - 美意識がつくる未来』（岩波書店〈岩波新書〉、2011）
- 『白百』（中央公論新社、2018）
- 『低空飛行 - この国のかたちへ』　(岩波書店、2022)

## 共著
- 『SKELETON　原研哉佐藤卓パッケージデザイン集』（六耀社、1995）
- 『デザインの原形』日本デザインコミッティー制作 深澤直人,原,佐藤卓企画・構成（六耀社、2002）
- 『HAPTIC ─五感の覚醒』竹尾編 日本デザインセンター原デザイン研究所企画構成 リバーネット,マギー・キンザー・ホーリ,内藤ゆき子訳（朝日新聞社、2004）
- なぜデザインなのか。阿部雅世対談 平凡社 2007.10
- Ex-formation(エクスフォーメーション)植物  武蔵野美術大学原研哉ゼミ 平凡社 2008.11
- Japan car Designs for the crowded globe 飽和した世界のためのデザイン デザイン・プラットフォーム・ジャパン編 坂茂,原企画編集 朝日新聞出版 2009.7
- Senseware Tokyo fiber '09 日本デザインセンター原デザイン研究所企画・構成 朝日新聞出版 2009.9
- 椀一式 使う漆器へ 飛騨春慶×日本デザインコミッティー 実業之日本社 2010.1
- Ex-formationはだか 武蔵野美術大学原研哉ゼミ 平凡社 2010.1
- 『RE DESIGN─日常の21世紀』（共著・朝日新聞社）